# Кугушин, Александр Андреевич

Кугушин, Александр Андреевич - советский государственный деятель, российский металлург. 

## Биография
Родился в селе Ершово  Чембарского района Пензенской области. Окончил Уральский политехнический институт (1951), инженер-металлург. Кандидат технических наук (1972).
- в 1951—1966 гг. — на Магнитогорском металлургическом комбинате: помощник мастера, мастер, начальник проволочно-штрипсового цеха;
- в 1966—1975 гг. — на Западно-Сибирском металлургическом заводе: главный прокатчик, главный инженер, в 1975—1980 гг. — директор;
- в 1980—1989 гг. — в Министерстве черной металлургии СССР: начальник технического управления, начальник ВПО «Союзметаллургпром», заместитель министра;
- в 1989—1999 гг. — в ЦНИИЧермете: с.н.с., вице-президент Союза прокатчиков РФ, научный консультант ОАО «Западно-Сибирский металлургический комбинат».

Защитил диссертацию в 1972 по теме «Исследование и разработка основных направлений развития непрерывных мелкосортных и проволочных станов».
Курировал техническое перевооружение Магнитогорского, Нижнетагильского металлургических комбинатов, др. металлургических заводов Урала и Сибири, строительство Молдавского, Белорусского, Дальневосточного (в Комсомольске на Амуре) мини-заводов, реконструкцию Узбекского металлургического завода. Под его руководством разработаны и реализованы основные направления совершенствования технологического процесса и управления режимами высокоскоростной прокатки и термомеханической обработки сортового проката, впервые в мировой практике освоено производство двутавровых профилей с параллельными полками, создан и освоен процесс факельного торкретирования конвертеров, получивший затем распространение на отечественных и зарубежных предприятиях. Имеет 47 авторских свидетельств на изобретения. Автор 75 печатных работ, 3 монографий.
Депутат Верховного совета СССР 9 созыва.
В 2007 году научный консультант ОАО «Западно-Сибирский металлургический комбинат»,

## Награды
награжден двумя орденами Трудового Красного Знамени, медалями «За веру и добро», «За особый вклад в развитие Кузбасса» 1-й степени, «60 лет Кемеровской области», он – лауреат Государственной премии и премии Совета Министров СССР, почетный ветеран города Москвы, почетный гражданин Кемеровской области.

## Сочинения
- Мастера Запсиба А. Кугушин, Б. Кустов, В. Колюбакин. - Кемерово : Кемеровское книжное издательство,   1980.  - 53, [2] с. :  -
- Исследование качества поверхности блюмов из конвертерной стали. — Сталь, 1972, № 6, с. 512—513. Авт.: А. А. Кугушин, А. М. Ереметов, М. Е. Фрейдензон и др.
- Кугушин А. А. Разработка и внедрение автоматизированных систем управления на Западно-Сибирском металлургическом заводе. — Труды ЦНИИКА (Всесоюз. центр. науч.-исслед. ин-т комплексной автоматизации), 1974, вып. 40 ©, с. 11—13.
- Информационно-вычислительная система оперативного учета производства Западно-Сибирского металлургического завода. — Труды ЦНИИКА (Всесоюз. центр. науч.-исслед. ин-т комплексной автоматизации), 1974, вып. 40 ©, с. 3—5. Авт.: А. М. Вербицкий, А. П. Копелович, А. А. Кугушин, В. И. Соловьев.
- Исследование факторов, влияющих на точность прокатки катанки на станке 250-1. — Сталь, 1970, № 9, с. 806—808. Авт.: А. А. Кугушин, Ю. А. Попов, Н. П. Скрябин и др.
- Кугушин А. А., Коломников Г. Ф., Попов Ю. А. Испытания блока чистовых клетей на проволочном стане. — Сталь, 1973, № 9 ©, с. 824—825.
- Исследование переходных процессов на скоростном проволочном стане. — Сталь, 1974, № 10 ©, с. 920—921. Авт.: А. А. Кугушин, В. В. Вершинин, В. Н. Шадрин, А. Н. Челышев.
- Исследование выработки поверхностных дефектов металла при прокатке на мелкосортном и проволочном станах. — Изв. вузов. Черная металлургия, 1974, № 2 ©, с. 95—99. Авт.: А. А. Кугушин, Н. А. Челышев, В. В. Маняк и др.